# World Series of Darts 2025
Die World Series of Darts 2025 ist eine Serie von Einladungsturnieren der Professional Darts Corporation (PDC). Sie wird zum insgesamt dreizehnten Mal ausgetragen und besteht aus acht Turnieren in sieben Ländern.

## Format
An jedem der Turniere (außer den World Series of Darts Finals) nehmen insgesamt 16 Spieler teil. Die von der PDC bestimmten Teilnehmer sind dabei nach Platzierung des World Series of Darts Rankings gesetzt, alle anderen Spieler werden zugelost. Die Turniere werden allesamt im K.-o.-System und in legs ausgetragen. Die Anzahl der zu gewinnenden legs unterscheidet sich teilweise.
Je nachdem, welche Runde ein Spieler erreicht, erhält er eine bestimmte Punktzahl für die World Series of Darts Rankings. Diese bestimmte am Ende das Teilnehmerfeld der World Series of Darts Finals 2025.

## Teilnehmer
Acht der 16 Teilnehmer pro Turnier werden von der PDC bestimmt. Die weiteren Startplätze werden jeweils an regionale Qualifikanten vergeben.

## Spielorte
Die dreizehnte World Series of Darts wird in Bahrain, Dänemark, den Vereinigten Staaten, Polen, Neuseeland, Australien und den Niederlanden ausgetragen.
| Wollongong |

| as-Sachir |

| Warschau |

| Auckland |

| Kopenhagen |

| New York City |

| Niederlande (2 Events) |

| ’s-Hertogenbosch |

| Amsterdam |

| ’s-Hertogenbosch |

| Amsterdam |

## Preisgeld
Bei jedem Turnier werden insgesamt £ 100.000 an Preisgeld ausgeschüttet. Das Preisgeld verteilt sich unter den Teilnehmern wie folgt:
| Position (Anzahl der Spieler) | Position (Anzahl der Spieler) | Preisgeld |
| ----------------------------- | ----------------------------- | --------- |
| Gewinner                      | (1)                           | £ 30.000  |
| Finalist                      | (1)                           | £ 16.000  |
| Halbfinalisten                | (2)                           | £ 10.000  |
| Viertelfinalisten             | (4)                           | £ 5.000   |
| Achtelfinalisten              | (8)                           | £ 1.750   |
|                               |                               |           |
|                               |                               | £ 100.000 |

Da es sich um Einladungsturniere handelt, werden die erspielten Preisgelder bei der Berechnung des PDC World Rankings nicht berücksichtigt.

## Ergebnisse
| Nr. | Datum             | Event                        | Austragungsort                              | Sieger          | Ergebnis | Finalist        |
| --- | ----------------- | ---------------------------- | ------------------------------------------- | --------------- | -------- | --------------- |
| 1   | 16.–17. Januar    | Bahrain Darts Masters        | as-Sachir, Bahrain International Circuit    | Stephen Bunting | 8 : 4    | Gerwyn Price    |
| 2   | 24.–25. Januar    | Dutch Darts Masters          | ’s-Hertogenbosch, Maaspoort Sports & Events | Rob Cross       | 8 : 5    | Stephen Bunting |
| 3   | 6.–7. Juni        | Nordic Darts Masters         | Frederiksberg, Forum                        | Stephen Bunting | 8 : 4    | Rob Cross       |
| 4   | 27.–28. Juni      | US Darts Masters             | New York City, Madison Square Garden        | Luke Humphries  | 8 : 6    | Nathan Aspinall |
| 5   | 4.–5. Juli        | Poland Darts Masters         | Gliwice, PreZero Arena                      | Gerwyn Price    | 8 : 7    | Stephen Bunting |
| 6   | 8.–9. August      | Australian Darts Masters     | Wollongong, WIN Entertainment Centre        | Luke Littler    | 8 : 4    | Mike De Decker  |
| 7   | 15.–16. August    | New Zealand Darts Masters    | Auckland, Spark Arena                       | Luke Littler    | 8 : 4    | Luke Humphries  |
| 8   | 12.–14. September | World Series of Darts Finals | Amsterdam, AFAS Live                        |                 |          |                 |

## Rangliste

### Punktesystem
Die Ergebnisse der einzelnen Turniere bilden eine eigene Rangliste (World Series of Darts Rankings). Die ersten acht Spieler dieser Liste sind automatisch für die World Series of Darts Finals qualifiziert.
Die Rangliste wird nach folgendem Punktesystem erstellt:
| Runde         | Punkte |
| ------------- | ------ |
| Sieg          | 12     |
| Finale        | 8      |
| Halbfinale    | 5      |
| Viertelfinale | 3      |
| Achtelfinale  | 1      |

### World Series of Darts Rankings
Top 8, Endstand nach dem New Zealand Darts Masters 2025 (16. August 2025)
| Platz | Spieler         | Punkte |
| ----- | --------------- | ------ |
| 1.    | Stephen Bunting | 49     |
| 2.    | Luke Littler    | 43     |
| 2.    | Gerwyn Price    | 43     |
| 4.    | Luke Humphries  | 32     |
| 5.    | Rob Cross       | 27     |
| 6.    | Nathan Aspinall | 20     |
| 6.    | Chris Dobey     | 20     |
| 8.    | Mike De Decker  | 11     |
| 8.    | Damon Heta      | 11     |

## Übertragung
Im deutschsprachigen Raum werden die Veranstaltungen nicht im TV ausgestrahlt, sie sind aber bei den Streaming-Diensten DAZN und teilweise bei Pluto TV zu sehen.
International werden alle Spiele durch die PDC auf pdc.tv übertragen.